# هانس جيه. سالتر
هانس جيه. سالتر (بالألمانية: Hans J. Salter)‏ (و. 1896 – 1994 م) هو ملحن، ومؤلفو موسيقى تصويرية نمساوي، ولد في فيينا، توفي عن عمر يناهز 98 عاماً.

## وصلات خارجية
- هانس جيه. سالتر على موقع IMDb (الإنجليزية)
- هانس جيه. سالتر على موقع ألو سيني (الفرنسية)
- هانس جيه. سالتر على موقع ميوزك برينز (الإنجليزية)
- هانس جيه. سالتر على موقع أول موفي (الإنجليزية)
- هانس جيه. سالتر على موقع أول ميوزيك (الإنجليزية)
- هانس جيه. سالتر على موقع ديسكوغز (الإنجليزية)
- هانس جيه. سالتر على موقع قاعدة بيانات الفيلم (الإنجليزية)